# لوحة الحكم المشترك
لوحة الحكم المشترك هي لوحة مصرية قديمة تعود إلى أواخر الأسرة الثامنة عشرة. تتكون من سبعة أجزاء من الحجر الجيري، والتي وُجدت في مقبرة بالعمارنة. تُظهر اللوحة صورًا لأخناتون ونفرتيتي ومريت آتون. في وقت ما بعد صنع اللوحة، تم تهشيم اسم نفرتيتي واستُبدل باسم عنخ خبر رع نفر نفرو آتون، وهو اسم شريك أخناتون في الحكم. في الوقت نفسه، تم استبدال اسم مريت آتون باسم عنخس إن با آتون، الابنة الثالثة لأخناتون ونفرتيتي.
قد تُلقي اللوحة الضوء على أحداث فترة العمارنة المتأخرة غير المعروفة كثيرًا ومسألة خلافة أخناتون المباشرة. تختلف عمليات الترميم وتفسير اللوحة، ولكن يُقترح أنها تدعم الادعاء بأن نفرتيتي يجب أن تكون شريكة في الحكم وخليفة لأخناتون.
توجد اللوحة حاليًا في متحف بتري في لندن.